# Stazione di Cagliari Via Mercalli
La stazione di Cagliari Via Mercalli è una fermata ferroviaria, divenuta in seguito tranviaria (denominata semplicemente Mercalli), a servizio del comune di Cagliari, posta lungo la ferrovia Cagliari-Isili, nel tratto riconvertito a tranvia nel 2008.

## Storia
La storia della fermata ha inizio a fine anni ottanta, quando le allora Ferrovie Complementari della Sardegna decisero la costruzione dell'impianto tra la via Mercalli ed il viale Marconi del capoluogo sardo.
Utilizzato prevalentemente dagli studenti del vicino istituto industriale Marconi, lo scalo passò nel 1989 alle Ferrovie della Sardegna, che a metà anni novanta diedero il via ad un servizio ferroviario metropolitano tra Cagliari e Monserrato, per cui venne utilizzata anche la fermata di Via Mercalli.
Con l'avvio dei lavori per la riconversione del tronco ferroviario Cagliari-Monserrato a linea tranviaria nell'estate 2004, fu avviato il processo di adattamento della struttura per l'esercizio tranviario. I lavori principali riguardarono lo smantellamento della banchina dell'impianto, al posto della quale fu realizzato lo spazio per un secondo binario necessario agli incroci tranviari e per una banchina di accesso agli stessi. Tuttavia il servizio ferroviario lungo la linea andò avanti ancora per qualche anno, e per le necessità ad esso legate fu realizzata una nuova banchina per la sosta dei treni, situata alcune decine di metri più a nord-est rispetto alla precedente.

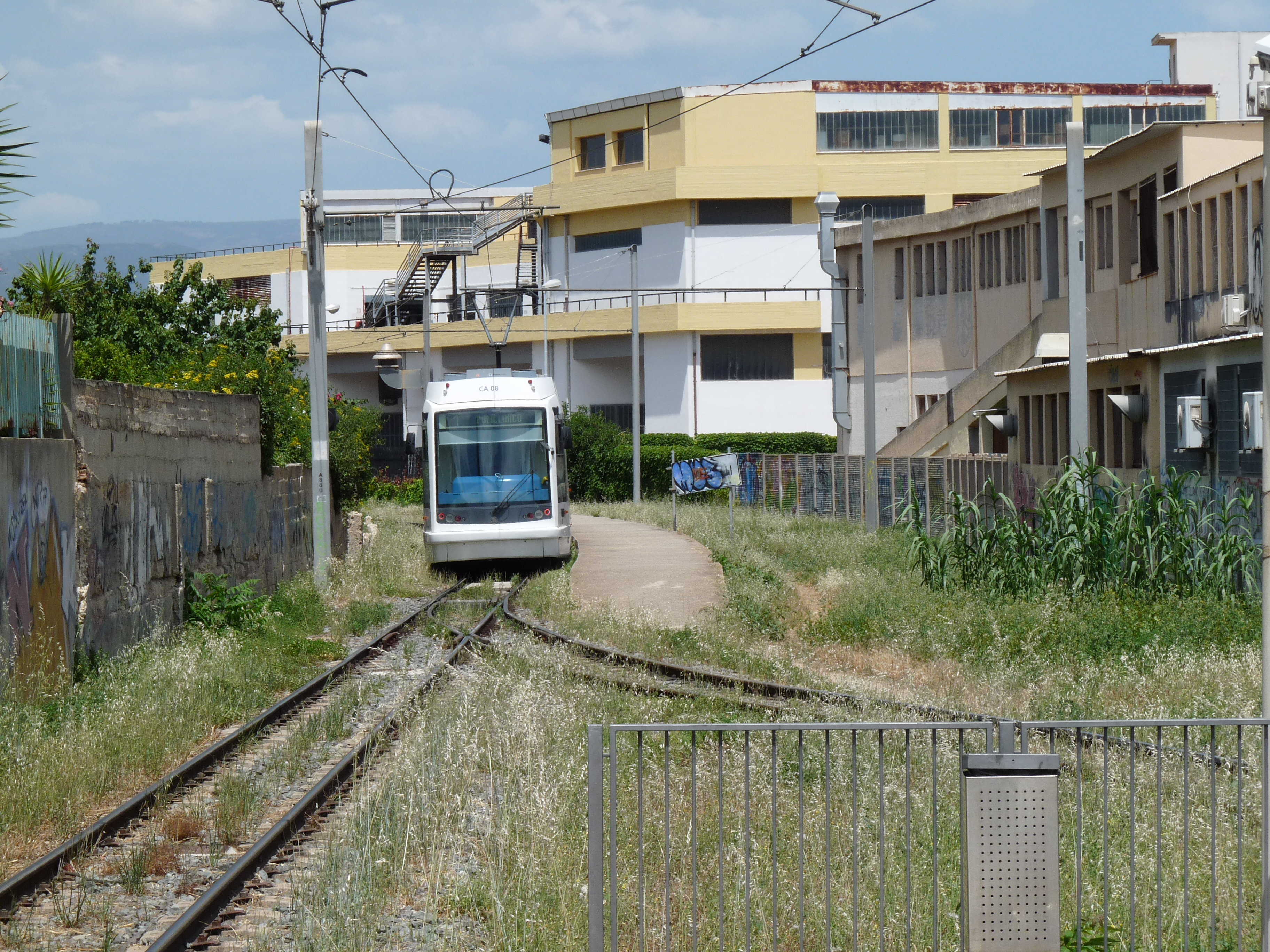
Tram Skoda 06T in transito dinanzi alla dismessa banchina ferroviaria realizzata negli anni duemila

Dal 2007, con l'avvio del preesercizio della linea per l'impiego tranviario, la fermata cominciò ad ospitare, a seconda delle fasce orarie, sia treni (al mattino) che tram (al pomeriggio, per i test, nella banchina tranviaria) delle FdS. La convivenza tra le due tipologie di rotabili cessò il 17 marzo 2008: la mattina di quel giorno per l'ultima volta la fermata di Via Mercalli venne impiegata dai treni, prima che fosse inaugurata quella che dal giorno è la linea 1 della rete tranviaria di Cagliari, di cui l'impianto costituisce da allora una fermata.
Con l'apertura della tranvia la banchina per i treni venne abbandonata (pur non subendo la sorte di quella originaria). Sempre nel 2008 la fermata passo all'ARST Gestione FdS, e nel 2010 all'ARST che da allora gestisce l'impianto.

## Strutture e impianti
Negli anni di impiego ferroviario la fermata era originariamente dotata del singolo binario di corsa, a scartamento da 950 mm, servito da una banchina e privo di edifici di servizio. L'area di sosta dei treni (comprendendente una singola banchina) era localizzata dinanzi al parcheggio di via Mercalli, ma nel 2005 la fermata ferroviaria fu spostata di alcune decine di metri in direzione Isili all'imbocco della curva che conduceva verso l'allora passaggio a livello di viale Marconi, mantenendo le stesse caratteristiche precedenti: tale terminal ferroviario (composto anche da una banchina realizzata ad hoc) venne utilizzato sino al marzo 2008. La banchina originaria della fermata fu demolita ed in loco fu costruita la fermata tranviaria che dal 2008 entrò in funzione con la riconversione del tratto cagliaritano della ferrovia per Isili in tranvia. Nella configurazione tranviaria dell'impianto sono presenti due binari (con linea aerea di alimentazione elettrica), con una banchina centrale fornita di pensilina e tabelloni informativi. Il binario di incrocio, presente dall'estate 2005, non venne tuttavia utilizzato negli ultimi anni del servizio ferroviario.

## Movimento
Nel periodo in cui fu attiva ferroviariamente, la fermata di Via Mercalli era servita dai treni delle FdS espletanti le relazioni lungo la ferrovia Cagliari-Isili. Tra queste, le relazioni Cagliari-Monserrato erano identificate dal gestore come "servizio ferroviario metropolitano". Dal marzo 2008 lo scalo è una fermata intermedia della linea 1 della tranvia di Cagliari, ed è quindi servita dai tram di Metrocagliari aventi capolinea negli scali di Cagliari Piazza Repubblica e Monserrato Policlinico.